# 65th Infantry Division (Vereinigte Staaten)
Die 65th Infantry Division (deutsch 65. US-Infanteriedivision) war ein Großverband der US-Army im Zweiten Weltkrieg.

## Geschichte
Die Division wurde am 16. August 1943 aufgestellt. Sie kam am 21. Februar 1945 nach Frankreich, von wo aus sie Anfang März an die Front kam, um zur 26th Infantry Division zu stoßen. Bei Kämpfen am 18. März konnte einer der Sanitäter der Division, PFC Frederick C. Murphy, trotz einer Verwundung noch zahlreiche verwundete Kameraden unter schwerem Beschuss versorgen. Für diese Leistung wurde ihm die Medal of Honor verliehen. Murphy starb an den Folgen seiner Verwundungen am 19. März. Die Soldaten der Division operierten in der Region der Saar im Bereich zwischen Orscholz und Wadgassen und eroberten Saarlautern am 19. März. Dabei lieferten sich die Soldaten zahlreiche Straßenkämpfe, das Stadtgebiet wurde intensiv mit Artillerie beschossen um die deutschen Verteidiger zu vertreiben.

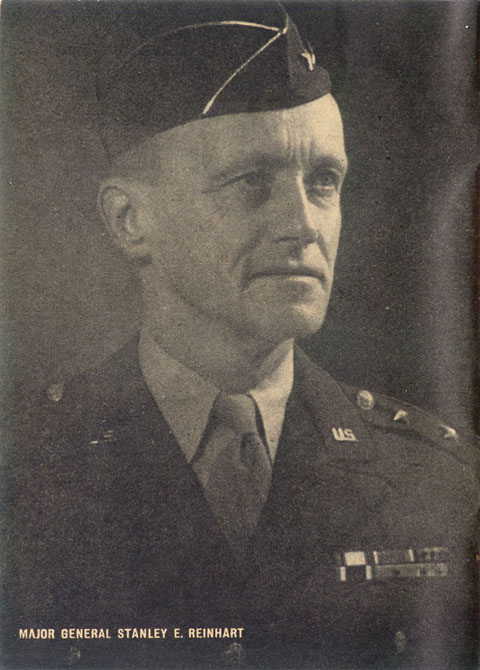
Stanley Eric Reinhart

Die 65th Infantry Division kämpfte im Verband der 3. US-Armee gegen teilweise noch beträchtlichen Widerstand der Wehrmacht an. Am 21. März eroberte die Division Neunkirchen. Am 30. März folgte die Überschreitung des Rhein bei Oppenheim, wobei es erneut zu schweren Kämpfen mit den deutschen Soldaten kam. Beim weiteren Vorstoß nach Osten wurden Bad Langensalza am 5. April, Struth am 7. April und Neumarkt am 22. April eingenommen. Ebenfalls befreit wurden Oberursel, Bebra, Rottenburg an der Laaber. Am 27. April wurde Regensburg erreicht. Der Oberbürgermeister der Stadt, Otto Schottenheim, übergab den Amerikanern die Stadt nach einer Absprache kampflos. Am 1. Mai befreiten Teile der Division ein KZ-Außenlager in Plattling. Später wurden dort gefangengenommene SS-Angehörige interniert. Am 2. Mai nahm der Divisionskommandeur Stanley Eric Reinhart die Kapitulation von Passau entgegen. Soldaten der Division befreiten zur gleichen Zeit die KZ-Außenlager Hersbruck und Kirchham. Danach wurde der Inn und gleichzeitig die Grenze zu Österreich, seit 1938 Teil des Deutschen Reichs, überschritten. Auf dem Weg in Richtung Süden wurden Schärding und Enns befreit. Am 4. Mai konnte Linz durch die Vorhut des XX. Corps erreicht werden, dass unter Artilleriebeschuss gelegt wurde, ehe die Stadt am 5. Mai durch die 11. Panzerdivision besetzt wurde. Während des Vorstoßes in Oberösterreich ergaben sich der Division zahlreiche deutsche Soldaten. Die 65th Division bildete die Besatzung der Stadt Linz. Im Umkreis der Stadt ergaben sich ihr u. a. etwa 10.000 Soldaten der 12. SS-Panzer-Division „Hitlerjugend“. In der Endphase des Kriegs halfen Soldaten der 65th Infantry Division bei der Versorgung der befreiten Häftlinge des KZ Mauthausen. Nach dem Kriegsende trafen Soldaten der Division am 9. Mai bei Erlauf mit Soldaten der sowjetischen 4. Gardearmee aufeinander. 1965 wurde dort aufgrund dieses Ereignisses eine Gedenktafel aufgestellt.
Während des Kriegs starben 233 Soldaten der Division im Kampf, 927 wurden verwundet. Die Division blieb 1945 als Besatzungstruppe in der Amerikanischen Besatzungszone, ehe die Division dort am 31. August 1945 demobilisiert wurde.

## Organisation
- 259th Infantry Regiment
- 260th Infantry Regiment
- 261st Infantry Regiment
- 65th Reconnaissance Troop (Mechanized)
- 265th Engineer Combat Battalion
- 365th Medical Battalion
- 65th Division Artillery
  - 867th Field Artillery Battalion
  - 868th Field Artillery Battalion
  - 869th Field Artillery Battalion
  - 720th Field Artillery Battalion
- Special Troops
  - 765th Ordnance Light Maintenance Company
  - 65th Quartermaster Company
  - 565th Signal Company
  - Military Police Platoon
  - Headquarters Company
  - Band